# Lorenzo Strik Lievers
Lorenzo Strik Lievers (Sciaffusa, 30 gennaio 1944) è un politico italiano.

## Biografia
Membro del Partito Radicale, alle elezioni del 1987 è candidato al Senato nel collegio di Casale Monferrato - Chivasso, in cui ottiene il 2,9%. Inizialmente non eletto, subentra a Palazzo Madama il 9 luglio 1987, in seguito alle dimissioni del collega di partito Piero Craveri, e si iscrive al gruppo "Federalista Europeo Ecologista".
Alle elezioni del 1994 viene eletto deputato per la coalizione del Polo delle Libertà, vincendo il collegio di Soresina con il 53,8% davanti a Virginio Venturelli dell'Alleanza dei Progressisti, e aderisce al gruppo di Forza Italia, pur non aderendo al partito, ma restando iscritto ai radicali.
Alle successive elezioni del 1996 è candidato al Senato per la Lista Pannella-Sgarbi nel collegio di Milano 5: sfruttando la desistenza del Polo per le Libertà, ottiene il 23,1%, giungendo secondo dietro a Leopoldo Elia, dell'Ulivo, e davanti a Maurilio Frigerio della Lega Nord., senza risultare eletto.
Si è quindi candidato alle elezioni regionali in Lombardia del 2000, nella Lista Emma Bonino che sosteneva come candidato presidente Benedetto Della Vedova, ottenendo nella provincia di Varese 150 preferenze e venendo quindi eletto come consigliere regionale.
Alle elezioni del 2001 è nuovamente candidato al Senato, per la Lista Bonino nel collegio di Varese, il 2,3%., senza essere eletto.